# Comuna Onișcani, Călărași
Comuna Onișcani este o comună din raionul Călărași, Republica Moldova. Este formată din satele Onișcani (sat-reședință), Hîrbovăț și Sverida.

## Demografie
Conform datelor recensământului din 2014, comuna are o populație de 1.799 de locuitori. Compoziția etnică a populației comunei: 95,93% - moldoveni, 3,67% - ucraineni, 0,27% - ruși, 0,09% - găgăuzi, 0,05% - bulgari.
La recensământul din 2004 erau 2.210 locuitori, dintre care 50,81% - bărbați și 49,19% - femei. Au fost înregistrate 844 de gospodării casnice în anul 2004, iar mărimea medie a unei gospodării era de 2,4 persoane.

## Administrație și politică
Componența Consiliului local Onișcani (9 consilieri), ales la 5 noiembrie 2023, este următoarea:
|  | Partid                           | Consilieri | Componență | Componență | Componență | Componență | Componență | Componență | Componență | Componență | Componență |
|  | -------------------------------- | ---------- | ---------- | ---------- | ---------- | ---------- | ---------- | ---------- | ---------- | ---------- | ---------- |
|  | Partidul Acțiune și Solidaritate | 9          |            |            |            |            |            |            |            |            |            |